# Каорле
Ка̀орле (на италиански и на венециански: Caorle; на фриулски: Cjàurlis, Чаурлис) е морски курортен град и община в Северна Италия, провинция Венеция, регион Венето. Разположен е на северния бряг на Адриатическо море. Населението на общината е 11 741 души (към 2014 г.).